# Maashees en Overloon

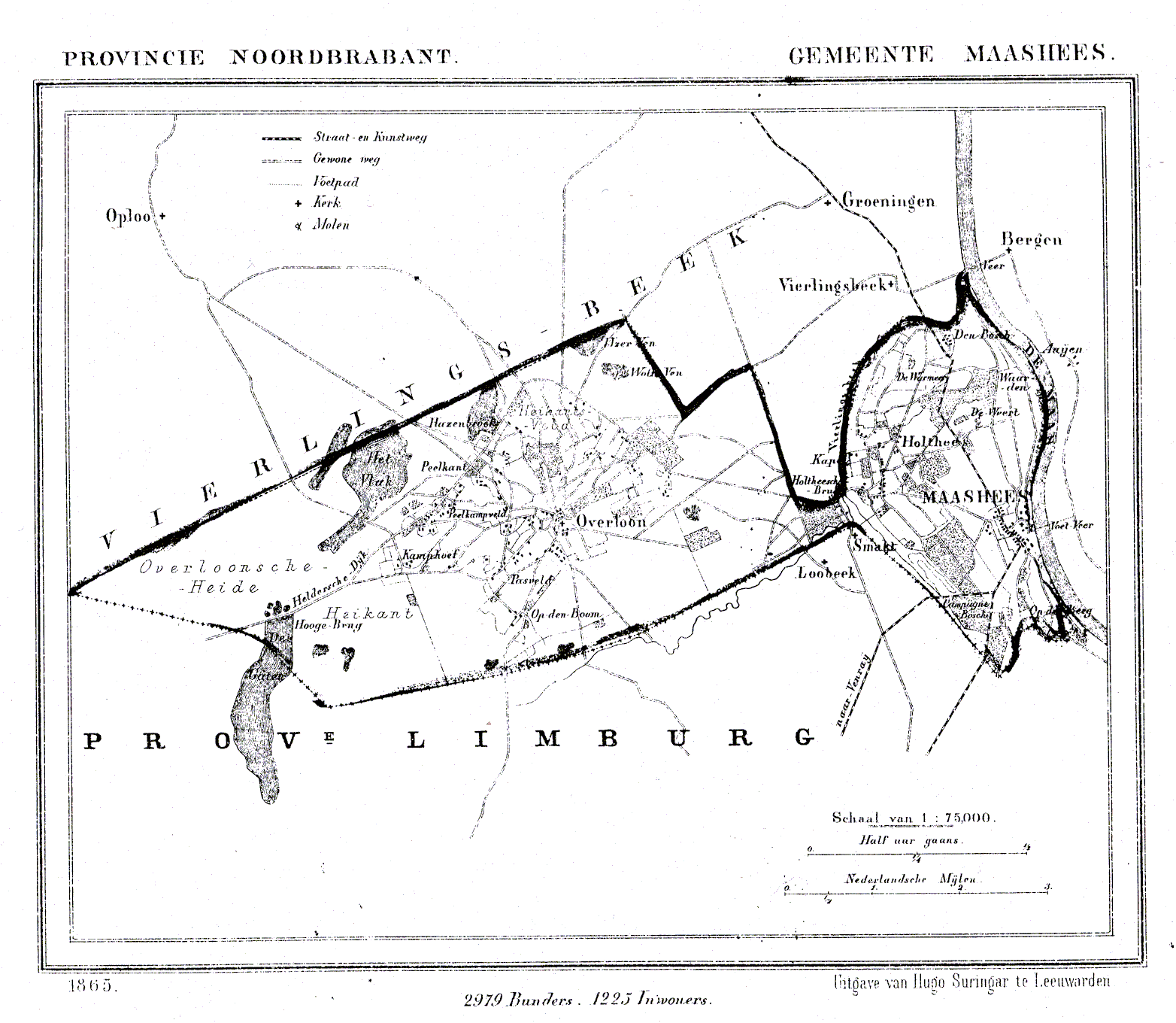
Maashees en Overloon in 1865

Wapen van Maashees en Overloon

Maashees en Overloon is een voormalige gemeente in Noord-Brabant die bestaan heeft van 1810 tot 1942.
Tijdens het begin van de Franse bezetting werden er gemeenten gevormd, waarbij Maashees (waartoe ook Holthees behoorde), samen met Overloon tot deze gemeente werd samengevoegd, die de meest oostelijke van Noord-Brabant is geweest.
Deze kleine gemeente had het financieel niet altijd gemakkelijk.
Aangezien Overloon zich gelijkwaardig aan Maashees voelde, gaf dit nogal eens aanleiding tot discussie, bijvoorbeeld over de plaats van het gemeentehuis in de jaren 30 van de 20e eeuw. Uit piëteit voor de toenmalige burgemeester Rieter wilde men deze kwestie niet op de spits drijven. Burgemeester Rieter woonde in Maashees en het oude raadhuis stond eveneens in deze plaats. Vele bewoners van Overloon vonden echter dat zij nu aan de beurt waren. Eind jaren 30 speelde de kwestie nog steeds, ook al hoefde men toen met burgemeester Rieter geen rekening meer te houden. Een meerderheid van de raad wilde het raadhuis toen in Overloon plaatsen, maar voordat het plan kon worden uitgevoerd werd de gemeente samengevoegd met Vierlingsbeek tot de gemeente Vierlingsbeek, die op haar beurt in 1998 opging in de gemeente Boxmeer.